# Опланић
Опланић је насеље у Србији у општини Кнић у Шумадијском округу. Према попису из 2022. има 364 становника (према попису из 2011. било је 408 становника).

## Историја
Опланић је једно од 36 села општине Кнић, налази се у Горњој Гружи, село је разбијеног типа, дели се на 4 краја: с десне стране реке Груже су Орашје, Ковачевићи и Брђани, а са леве стране Груже је Старо Село.
Крај Старо село добило је назив као најпре насељени део села, Ковачевићи по занату најпре настањене фамилије, Орашје због ораница, а Брђани по томе што су фамилије тог засеока досељене од Црногорских и херцеговачких брда.
У историјским изворима село Опланић први пут се помиње у Аустријском попису 1718. године као пусто ненасељено село које је опустело у предтохним аустро-турским ратовима.
Преци данашњих фамилија досељени су од Црногорсхих брда и источне Херцеговине - динарска етничка струја.
Најинтензивнији период досељења становништва био је под Карађорђем 1809. године, а они који су досељени за време и после Кочине крајне(око 1788) сматрани су стариначким фамилијама.
По првом попису слобођене Србије, село Опланић у кнежини Гружи имало је 1818.године 37 домова и 78 арача.

## Демографија
У насељу Опланић живи 380 пунолетних становника, а просечна старост становништва износи 44,7 година (42,9 код мушкараца и 46,4 код жена). У насељу има 132 домаћинства, а просечан број чланова по домаћинству је 3,45.
Ово насеље је великим делом насељено Србима (према попису из 2002. године), а у последња три пописа, примећен је пад у броју становника.
|  |

| Демографија | Демографија | Демографија |
| Година      | Становника  | Становника  |
| ----------- | ----------- | ----------- |
| 1948.       | 828         |             |
| 1953.       | 767         |             |
| 1961.       | 730         |             |
| 1971.       | 656         |             |
| 1981.       | 551         |             |
| 1991.       | 486         | 483         |
| 2002.       | 456         | 459         |
| 2011.       | 408         |             |
| 2022.       | 364         |             |

| Етнички састав према попису из 2002.‍ | Етнички састав према попису из 2002.‍ | Етнички састав према попису из 2002.‍ | Етнички састав према попису из 2002.‍ | Етнички састав према попису из 2002.‍ |
| ------------------------------------ | ------------------------------------ | ------------------------------------ | ------------------------------------ | ------------------------------------ |
|                                      |                                      |                                      |                                      |                                      |
| Срби                                 | Срби                                 |                                      | 454                                  | 99,56%                               |
| непознато                            | непознато                            |                                      | 2                                    | 0,43%                                |

| Година пописа     | 1948. | 1953. | 1961. | 1971. | 1981. | 1991. | 2002. |
| ----------------- | ----- | ----- | ----- | ----- | ----- | ----- | ----- |
| Број домаћинстава | 176   | 175   | 182   | 179   | 166   | 140   | 132   |

| Број чланова      | 1  | 2  | 3  | 4  | 5 | 6  | 7 | 8 | 9 | 10 и више | Просек |
| ----------------- | -- | -- | -- | -- | - | -- | - | - | - | --------- | ------ |
| Број домаћинстава | 34 | 24 | 14 | 20 | 9 | 21 | 6 | 1 | 1 | 2         | 3,45   |

| Пол    | Укупно | Неожењен/Неудата | Ожењен/Удата | Удовац/Удовица | Разведен/Разведена | Непознато |
| ------ | ------ | ---------------- | ------------ | -------------- | ------------------ | --------- |
| Мушки  | 191    | 46               | 128          | 15             | 2                  | 0         |
| Женски | 210    | 37               | 126          | 45             | 1                  | 1         |
| УКУПНО | 401    | 83               | 254          | 60             | 3                  | 1         |

| Пол    | Укупно                    | Пољопривреда, лов и шумарство | Рибарство                            | Вађење руде и камена | Прерађивачка индустрија       |
| ------ | ------------------------- | ----------------------------- | ------------------------------------ | -------------------- | ----------------------------- |
| Мушки  | 92                        | 68                            | 0                                    | 0                    | 6                             |
| Женски | 81                        | 58                            | 0                                    | 0                    | 6                             |
| УКУПНО | 173                       | 126                           | 0                                    | 0                    | 12                            |
| Пол    | Производња и снабдевање   | Грађевинарство                | Трговина                             | Хотели и ресторани   | Саобраћај, складиштење и везе |
| Мушки  | 1                         | 0                             | 5                                    | 0                    | 3                             |
| Женски | 0                         | 0                             | 6                                    | 0                    | 0                             |
| УКУПНО | 1                         | 0                             | 11                                   | 0                    | 3                             |
| Пол    | Финансијско посредовање   | Некретнине                    | Државна управа и одбрана             | Образовање           | Здравствени и социјални рад   |
| Мушки  | 0                         | 0                             | 1                                    | 1                    | 1                             |
| Женски | 0                         | 1                             | 0                                    | 3                    | 2                             |
| УКУПНО | 0                         | 1                             | 1                                    | 4                    | 3                             |
| Пол    | Остале услужне активности | Приватна домаћинства          | Екстериторијалне организације и тела | Непознато            | Непознато                     |
| Мушки  | 0                         | 0                             | 0                                    | 6                    | 6                             |
| Женски | 0                         | 0                             | 0                                    | 5                    | 5                             |
| УКУПНО | 0                         | 0                             | 0                                    | 11                   | 11                            |